# 中村豪 (野球)
中村 豪（なかむら たけし、1942年6月28日 - ）は、愛知県名古屋市出身の高校野球指導者。

## 来歴
選手としての現役時代は名古屋電気高校、愛知学院大学、電電東海（のちのNTT東海）で投手および一塁手として活躍した。
1978年に名古屋電気高校（現・愛工大名電高校）の硬式野球部監督に就任。名監督として知られ、20年間で計5回の甲子園大会出場に導き、工藤公康、山﨑武司、イチローら、総勢10名以上のプロ野球選手を世に送り出している。工藤を擁した1981年夏の大会では4強入りを果たす。1997年をもって監督を勇退し、部長、総監督を務めた。
2002年4月から豊田大谷高校監督に就任。2007年秋の愛知県大会で同校初の優勝を飾り、その大会をもって11月に定年退職した。2006年、日本高校野球連盟の育成功労賞を受賞。
定年退職後は幡豆郡吉良町（現・西尾市）に移り住んで趣味の絵画などをしながら生活を送り、地元の子供にボランティアで週1回野球を指導している。また、町長の依頼により、地元の高校である吉良高校野球部のアドバイザーも務めている。
プロ野球などの審判の指導員を務めたこともある。

## 人物
教え子のひとりであるイチローはインタビューにおいて、「3年間指導を受けた中村監督は、イチローさんにとってどんな存在ですか?」と問われた際、「間違いなく僕の人生の師でしょうね。監督からは野球はもちろんですが、それ以外のことを教わりました」と答えている。
2007年に高校野球監督から退いたときには、教え子のひとりである山﨑武司が発起人となって勇退パーティーが開かれ、700人もの関係者が訪れた。また、パーティーの際に外国製の高級腕時計を贈られ、中村はこれを「生涯の宝物」としている。

## 甲子園での成績
- 春：出場2回・2勝2敗
- 夏：出場3回・4勝3敗
- 通算：出場5回・6勝5敗

## 著書
- イチローに教えたこと、教えられたこと―高校時代の恩師が語るイチローの原石時代（1996年、日本文芸社、ISBN 978-4537025088）